# Croix-Moligneaux
Croix-Moligneaux är en kommun i departementet Somme i regionen Hauts-de-France i norra Frankrike. Kommunen ligger i kantonen Ham som tillhör arrondissementet Péronne. År 2022 hade Croix-Moligneaux 270 invånare.

## Befolkningsutveckling
Antalet invånare i kommunen Croix-Moligneaux
| Referens: INSEE |